# Chilina parchappii
Chilina parchappii o Caracol Chileno de Parchappe, es una especie de gastrópodo pulmonado de la familia Chilinidae que habita en ríos y arroyos del centro de Argentina.

## Descripción
Caracol dulceacuícola con concha alargada, de contorno oval, delgada y translúcida, con hasta cinco vueltas y 35 mm de largo. Espira alargada con ápice puntiagudo. Abertura estrecha y alargada, con borde externo afilado y borde interno con un pliegue o diente poco marcado. Concha marrón claro, con bandas más oscuras en zigzag. Cuerpo robusto, negruzco. Tentáculos cortos y planos, con los ojos en su base. Pie ancho y corto. Sin branquias, con un amplio pulmón acuático. Hermafroditas simultáneos, que pueden alternar el rol masculino y femenino. Depositan huevos en los que se desarrolla una larva nadadora ciliada encapsulada (veliger), con opérculo vestigial y protoconcha levógira (enrollada en sentido antihorario en vista apical), que se torna dextrógira (enrollada en sentido horario) en el neonato reptante.

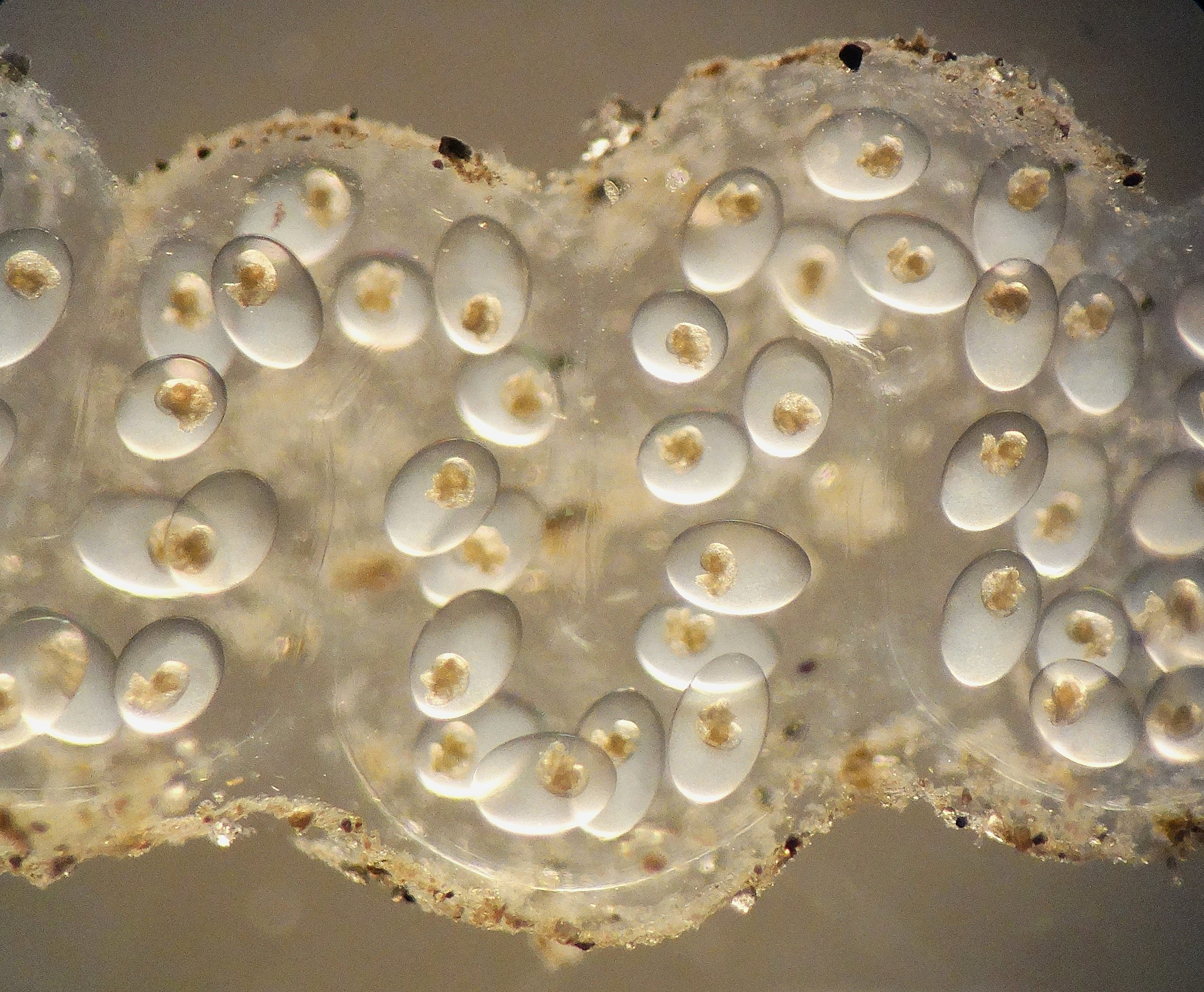
Masa de huevos gelatinosa y subacuática de Chilina parchappii. Se pueden observar las larvas veliger dentro de las cápsulas.

## Distribución geográfica
Es una especie que habita únicamente (endémica) en la región central de Argentina. Se distribuye entre las cuencas del Río Salado de Buenos Aires y la del Río Colorado en la Patagonia, desde los cursos de agua que desembocan en el litoral atlántico al este hasta cuencas endorreicas de la región cuyana al oeste. Reportes en Salta no fueron verificados en estudios recientes.

## Hábitat y ecología
Habita ríos y arroyos, sobre fango, arena, rocas o plantas. No se la encuentra en lagos o lagunas ni en aguas salobres. En un mismo arroyo la forma de la concha puede variar desde los tramos serranos hasta la llanura. Se alimenta de algas y restos vegetales. Deposita sobre rocas, plantas y otros sustratos sumergidos cientos de huevos embebidos en un cordón gelatinoso sinuoso.

## Distribución estratigráfica
Es un fósil del Cuaternario frecuente en las barrancas de los mismos ríos y arroyos que hoy habita. Ha sido utilizada, en conjunto con otros fósiles, en estudios de reconstrucción del clima y de los ambientes pasados por medio de isótopos estables.

## Comentarios
Ha sido usada en estudios de biomonitoreo de pesticidas, demostrándose una alta tolerancia a piretroides y la acumulación de compuestos organoclorados de uso prohibido en arroyos del sudoeste de la Provincia de Buenos Aires. Es una especie localmente muy abundante, presa común de aves y peces, y podría ser hospedador de parásitos causantes de dermatitis esquitosómica o picazón de los nadadores.